# Birgit Schnieber-Jastram

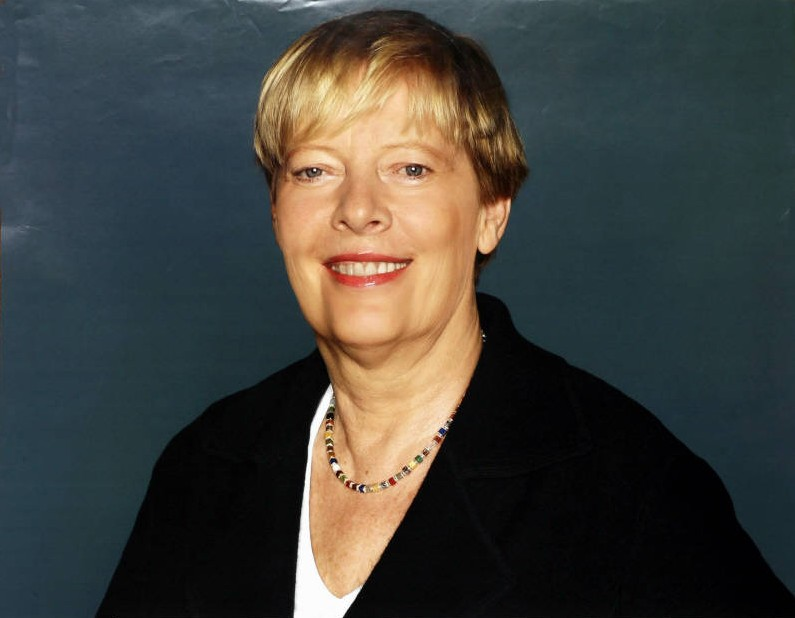
Birgit Schnieber-Jastram (2008)

Birgit Schnieber-Jastram geb. Jastram (* 4. Juli 1946 in Hamburg) ist eine deutsche Politikerin (CDU) und von 2009 bis 2014 Mitglied des Europäischen Parlaments.
Sie war von 2001 bis 2008 Senatorin für Soziales und Familie und seit 2004 auch Zweite Bürgermeisterin der Freien und Hansestadt Hamburg.
Seit dem 1. Mai 2006 führte sie zusätzlich den Bereich Gesundheitspolitik (ehemals beim Senator Jörg Dräger) und wurde somit Präses der Behörde für Soziales, Familie, Gesundheit und Verbraucherschutz.

## Ausbildung und Beruf
Nach dem Besuch des Gymnasiums und anschließend von 1964 bis 1966 der Staatlichen Handels- und Höheren Handelsschule in Hamburg war Birgit Schnieber-Jastram bis 1970 in Werbe- und Public-Relations-Agenturen in Hamburg und Bonn tätig. Nachdem sie schon 1968 einen Lehrgang für journalistischen Nachwuchs der Christlichen Presse-Akademie besucht hatte, arbeitete sie von 1971 bis 1979 als Redakteurin beim Verlag Märkte & Medien GmbH in Hamburg.
Von 1983 bis 1994 leitete sie das Hamburger Wahlkreisbüro des CDU-Bundestagsabgeordneten Volker Rühe.

## Familie
Birgit Schnieber-Jastram stammt aus einer alten Hamburger Familie. Ihre Mutter Margareta Hunck-Jastram war auch Abgeordnete der Hamburgischen Bürgerschaft für die CDU. Sie ist verheiratet und hat zwei Kinder.

## Partei
Seit 1981 ist sie Mitglied der CDU und seit 1992 stellvertretende Landesvorsitzende der CDU in Hamburg.

## Abgeordnete
Von 1986 bis 1994 gehörte Birgit Schnieber-Jastram der Hamburgischen Bürgerschaft an. Hier war sie von 1991 bis 1994 Vorsitzende des Sozialausschusses und daneben von 1993 bis 1994 stellvertretende Vorsitzende der CDU-Bürgerschaftsfraktion. Seit dem 7. Mai 2008 ist sie erneut Mitglied der Hamburgischen Bürgerschaft. Sie ist Mitglied im Europa- und im Kultur-, Kreativwirtschafts- und Tourismusausschuss.
Von 1994 bis zu ihrem Ausscheiden am 7. November 2001 war sie Mitglied des Deutschen Bundestages. Hier war sie von 1998 bis 2000 sozialpolitische Sprecherin und anschließend bis 2001 Parlamentarische Geschäftsführerin der CDU/CSU-Bundestagsfraktion. In den Bundestag ist Birgit Schnieber-Jastram stets über die Landesliste Hamburg eingezogen.
Bei der Europawahl 2009 zog sie über die Landesliste Hamburg der CDU in das Europäische Parlament ein.

## Öffentliche Ämter
Am 31. Oktober 2001 wurde sie als Senatorin für Soziales und Familie in den von Ole von Beust geleiteten Senat der Freien und Hansestadt Hamburg berufen. Nach der vorgezogenen Bürgerschaftswahl 2004, bei der die CDU die absolute Mehrheit erreichen konnte, wurde sie am 17. März 2004 zusätzlich zur Zweiten Bürgermeisterin ernannt. Als nach der Bürgerschaftswahl 2008 die erste schwarz-grüne Koalition auf Landesebene gebildet wurde, schied Schnieber-Jastram aus dem Senat aus. Ihre Nachfolger wurden ihr Staatsrat Dietrich Wersich als Präses der Sozialbehörde und die neue Schulsenatorin Christa Goetsch als Zweite Bürgermeisterin.